# Мініно (Клинський район)
Мініно — село у складі міського поселення Клин Клинського району Московської області Російської Федерації.

## Розташування
Село Горбово входить до складу міського поселення Клин. Найближчі населені пункти, Березино, Владикіно, Головково.

## Населення
Станом на 2010 рік у селі проживало 52 людей